# Lithium
Pour les articles homonymes, voir Lithium (homonymie).
Le lithium est l'élément chimique de numéro atomique 3, de symbole Li. C'est un métal alcalin, du premier groupe du tableau périodique des éléments.
Les noyaux atomiques des deux isotopes stables du lithium (6Li et 7Li) comptent parmi ceux ayant l'énergie de liaison par nucléon la plus faible de tous les isotopes stables, ce qui signifie que ces noyaux sont assez peu stables comparés à ceux des autres éléments légers. C'est pourquoi ils peuvent être utilisés dans des réactions de fission nucléaire comme de fusion nucléaire. C'est aussi pourquoi le lithium est moins abondant dans le système solaire que 25 des 32 éléments chimiques les plus légers. Sa surabondance relative dans la nature par rapport aux prédictions de la nucléosynthèse primordiale et stellaire s'explique en fait par sa nucléosynthèse interstellaire (phénomène de spallation cosmique) par bombardement d'éléments plus lourds par des rayons cosmiques.
Pur, le lithium est un métal mou et gris argenté et le plus léger des éléments solides. Il s'oxyde rapidement au contact de l'air et de l'eau, devenant gris foncé, puis rapidement anthracite, puis noir. Comme les autres métaux alcalins, il est conservé dans de l'huile minérale pour le préserver de l'air.
Il est utilisé pour fabriquer des piles électriques et batteries d'accumulateurs rechargeables ou à haute tension (71 %), par l'industrie du verre et des céramiques techniques (14 %), des lubrifiants spéciaux, le traitement de l'air vicié par le CO2, par la métallurgie et l'industrie du caoutchouc et des thermoplastiques, la chimie fine, la production d'alliages. En médecine, il est utilisé pour le traitement du trouble bipolaire et est largement utilisé en psychiatrie malgré son index thérapeutique étroit ; en physique nucléaire, il sert à produire du tritium (6Li + n → 4He + 3H) et le deutérure de lithium (6Li2H) est le combustible de la bombe H.
Très réactif, le lithium n'existe pas à l'état natif dans le milieu naturel, mais uniquement sous la forme de composés ioniques. On l'extrait de roches de type pegmatite, ainsi que d'argiles et de saumures. L'élément chimique est le plus souvent directement utilisé à partir des concentrés miniers. On l'obtient industriellement à l'état métallique par l'électrolyse de sel fondu (55 % LiCl et 45 % KCl, à 400 °C).
Les réserves mondiales prouvées de lithium sont estimées par l'Institut d'études géologiques des États-Unis (USGS) à 22 Mt (mégatonnes) fin 2021, dont 42 % au Chili, 26 % en Australie, 10 % en Argentine, 7 % en Chine et 3,4 % aux États-Unis ; l'ensemble des ressources identifiées est estimé à 89 Mt, dont 24 % en Bolivie, 21 % en Argentine, 11 % au Chili, 10 % aux États-Unis, 8 % en Australie et 6 % en Chine. Sa production mondiale est de 100 000 tonnes en 2021, essentiellement en Australie (55 %), au Chili (26 %), en Chine (14 %) et en Argentine (6 %).
Le lithium est présent à l'état de traces dans les océans et chez tous les êtres vivants, et est peut-être un oligoélément (mais aux fonctions encore mal comprises, les animaux et végétaux semblant pouvoir bien vivre dans un milieu dépourvu de lithium)[réf. nécessaire].

## Histoire

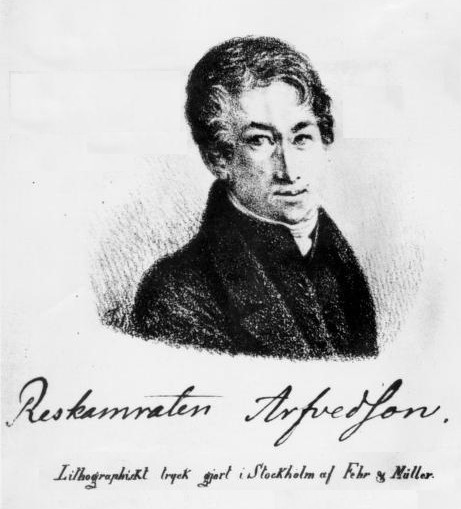
Johan August Arfwedson, découvreur du lithium.

Le lithium (du grec λίθος (lithos) signifiant « pierre ») fut découvert par le chimiste suédois Johan August Arfwedson en 1817 en analysant de la pétalite (LiAlSi4O10),. En 1800 lors d'un voyage en Europe, José Bonifácio de Andrada e Silva découvrit un nouveau minéral sur l'île de Utö dans la commune de Haninge en Suède qu'il nomma pétalite. C'est en analysant cette roche qu'Arfwedson, dans le laboratoire de Berzelius, identifie un nouvel élément jusque-là inconnu. Plus tard, il le détecte dans des minéraux de spodumène (LiAlSi2O6) et de lépidolite (K(Li,Al)3(Si,Al)4O10(F,OH)2) eux aussi en provenance de l'île de Utö. C'est pour souligner son origine minérale, contrairement aux deux autres alcalins connus à l'époque le potassium et le sodium qui avaient été découverts dans le règne végétal, que Berzelius le nomme lithion,,.
En 1818, Christian Gmelin (1792-1860) note que les « sels de lithion » donnent une flamme rouge et brillante.
Les deux hommes cherchent à isoler l'élément de son sel mais n'y parviennent pas. L'élément sera isolé par électrolyse d'un oxyde de lithium par William Thomas Brande et Sir Humphry Davy.
La production commerciale de lithium commença en 1923 par la firme allemande Metallgesellschaft AG qui utilisa l'électrolyse d'un mélange de chlorure de lithium et de chlorure de potassium fondu.
Les différentes nations impliquées dans le développement de la bombe H à la fin des années 1940 et au début des années 1950 produisent du deutérure de lithium enrichi en lithium 6. Le lithium appauvri est introduit sur le marché des réactifs, augmentant significativement l'incertitude sur la masse atomique du lithium. En conséquence, la masse atomique d'échantillons de lithium (naturels et commerciaux) peut varier entre 6,938 7 et 6,995 9 u.

## Isotopes
Les deux isotopes stables du lithium présents dans la nature sont 6Li et 7Li, ce dernier étant le plus abondant (92,5 %),. Ces deux isotopes étant soumis à un fractionnement isotopique modeste mais parfaitement détectable, l'analyse isotopique d'un échantillon de lithium permet d'identifier sa provenance ; elle pourrait être utilisée pour tracer l'origine des composants de piles ou d'accumulateurs — à moins que plusieurs sources aient été mélangées — et contribuer à établir une filière d’approvisionnement en lithium plus responsable socialement et environnementalement.
En 2012, les radioisotopes 3Li, 4Li, 5Li, 8Li, 9Li, 10Li, 11Li, 12Li et 13Li ont par ailleurs déjà été observés. 12Li et 13Li sont ceux qui ont été découverts le plus récemment, en 2008. Parmi ces isotopes radioactifs, les plus stables sont 8Li, dont la demi-vie est de 838 ms, et 9Li, de 178 ms.

## Abondance

### Dans l'univers

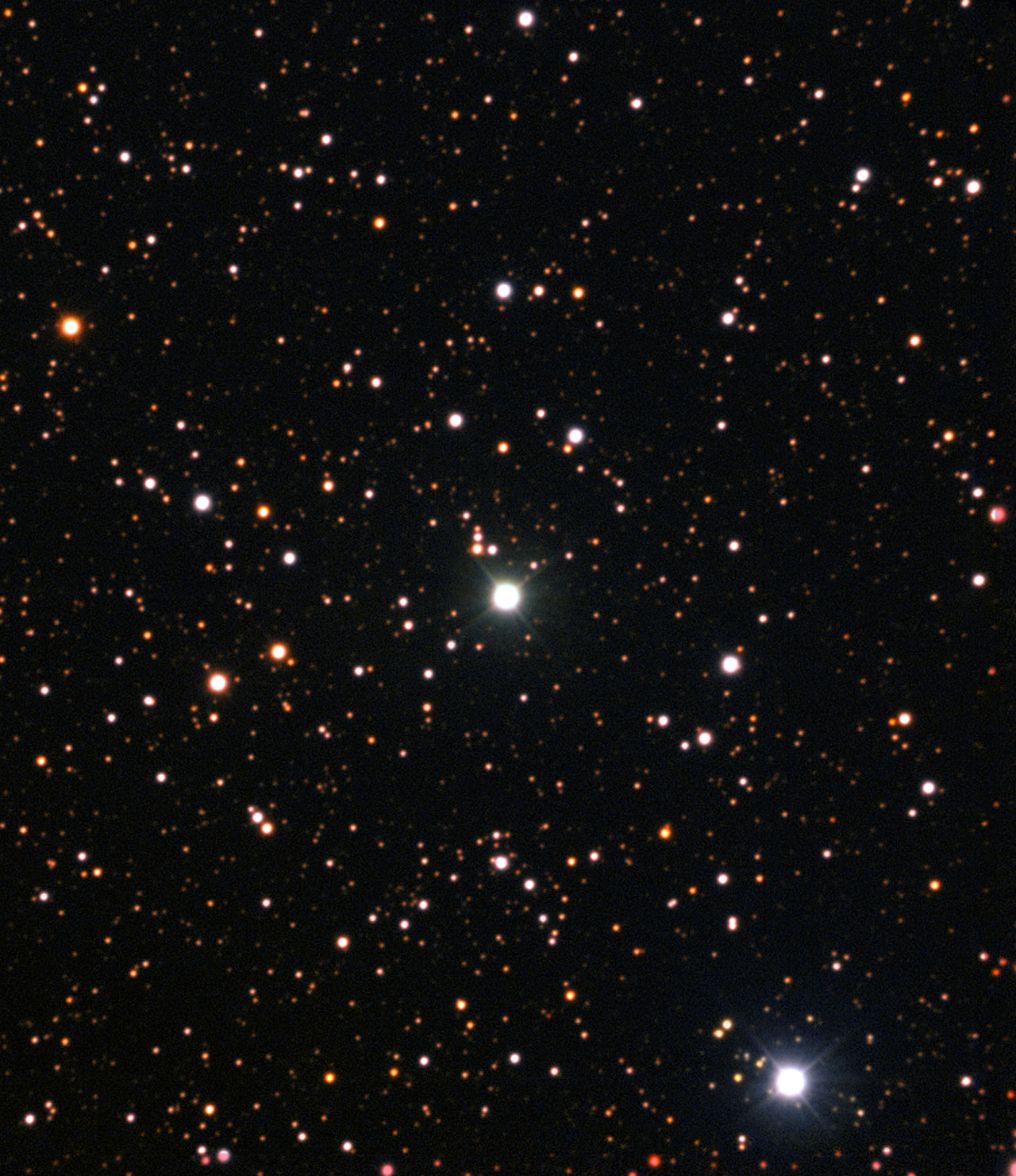
Nova Centauri 2013 est la première nova dans laquelle la présence de lithium a été identifiée.

Selon la théorie moderne de la cosmologie, le lithium est l'un des trois éléments synthétisés au cours du Big Bang, sous forme de lithium 7. La quantité de lithium générée dépend du nombre de photons par baryon, mais l'abondance du lithium peut être calculée pour les valeurs couramment admises pour ce nombre. Il existe cependant une contradiction cosmologique concernant le lithium, les étoiles les plus anciennes semblant contenir moins de lithium qu'elles ne devraient alors que les plus jeunes en possèdent plus. Une hypothèse est que dans les étoiles anciennes, le lithium est mélangé et détruit, alors que les étoiles jeunes en génèrent. Bien que le lithium se transmute en deux atomes d'hélium après collision avec un proton à des températures supérieures à 2,4 millions de degrés Celsius, l'abondance du lithium dans les étoiles les plus jeunes est plus importante que les modèles numériques ne le prévoient. En 2017, douze étoiles de la Voie lactée contenant jusqu'à 2 800 fois plus de lithium que le Soleil ont été observées ; ces étoiles n'ayant pas atteint la phase de géante rouge, le lithium qu'elles contiennent est supposé dater de la formation de celles-ci, mais sa présence demeure largement inexpliquée.
Bien qu'il soit l'un des trois éléments synthétisés à l'origine de l'univers, le lithium, tout comme le béryllium et le bore, est nettement moins abondant que d'autres éléments. Cela s'explique par les faibles températures nécessaires à sa destruction et au manque de processus pour le produire.

### Sur Terre
Le lithium est bien moins abondant que les alcalins et alcalino-terreux usuels (Na, K, Mg, Ca) même s'il est largement distribué dans la nature. Dans la croûte terrestre, les estimations indiquent une concentration variant entre 20 et 70 parties par million (ppm) en poids (c'est-à-dire entre 20 et 70 mg/kg). À 20 mg par kg de croûte terrestre, cela fait du lithium le 33e élément le plus abondant sur Terre. Bien qu'il soit présent dans toutes les régions du monde, on ne le trouve pas à l'état de métal pur du fait de sa réactivité importante avec l'eau et l'air. Le lithium est présent en faible quantité dans les roches magmatiques, sa concentration la plus importante étant au sein des granites. Les pegmatites granitiques sont les minéraux présentant la plus forte abondance en lithium, le spodumène et la pétalite étant les sources les plus viables pour une exploitation commerciale. La lépidolite contient elle aussi du lithium en quantité non négligeable. Une autre source de lithium sont les argiles d'hectorite, exploitées notamment par la Western Lithium Corporation aux États-Unis.
Le contenu en lithium total des eaux marines est estimé à 230 milliards de tonnes, avec une concentration relativement constante comprise entre 0,14 et 0,25 ppm, ou 25 micromole. On observe cependant des concentrations plus importantes, proches de 7 ppm, à proximité des monts hydrothermaux.

### Teneurs et fonction biologique
Le lithium est trouvé à l'état de traces dans le plancton, dans de nombreuses plantes et invertébrés à des concentrations variant de 69 à 5 760 parties par milliard (ppb). Dans les tissus et fluides vitaux des vertébrés, la concentration varie de 21 à 763 ppb. Les organismes marins en bioaccumulent plus que leurs homologues terrestres.
Un rôle éventuel d'oligoélément dans tout ou partie du Vivant est soupçonné, notamment depuis les années 1990,, mais encore obscur.
En 2001, au Japon, une étude nutritionnelle chez les mammifères suggère qu'il serait un oligoélément chez l'humain et les métazoaires. Les auteurs, qui ont utilisé le ver Caenorhabditis elegans comme modèle animal (déjà utilisé pour des études sur les facteurs de longévité), suggèrent une dose journalière admissible d'environ 1 mg/jour.

## Réserves terrestres et production
Les réserves mondiales prouvées (exploitables ou exploitées) sont estimées par l'Institut d'études géologiques des États-Unis (USGS) à 30 millions de tonnes (Mt) fin 2024, et les ressources identifiées (non exploitées ou exploitables et dont l'estimation est déduite et théorique) atteindraient 116 Mt.
Les réserves prouvées se répartissent pour l'essentiel entre le Chili (33 %), l'Australie (22 %), l'Argentine (13 %), la Chine (11 %) et les États-Unis d'Amérique (4 %). Les ressources identifiées (potentielles) sont situées surtout en Bolivie (22 %), en Argentine (21 %), aux États-Unis (13 %), au Chili (10 %), en Australie (8 %) et en Chine (6 %).
En 2022, la production mondiale de lithium est estimée à 130 000 tonnes par l'USGS, en augmentation de 21 % par rapport à 2021 (107 000 tonnes) en réponse à une demande mondiale estimée à 134 000 tonnes (+ 41 %), en particulier pour les batteries lithium-ion, et à des prix en hausse. Les principaux producteurs sont l'Australie (47 %), le Chili (30 %), la Chine (15 %) et l'Argentine (5 %).
Pour 2021, des estimations de production légèrement supérieures sont données par BP, avec un total de 106 kt en 2021 ; BP estime les réserves à seulement 20,25 Mt fin 2021.
Au rythme de 2022 (146 kt/an), les réserves prouvées (28 Mt) correspondent environ à 192 ans de production. Au rythme de 2023 (204 kt/an), les réserves prouvées (30 Mt) correspondent environ à 147 ans de production. Au rythme de 2024 (240 kt/an, chiffre provisoire), les réserves prouvées (30 Mt, chiffre provisoire) correspondent environ à 125 ans de production.
| Pays                             | Production 2018 | Production 2019 | Production 2020 | Production 2021 | Production 2022 | Production 2023 | Production 2024 estimée | Réserves prouvées | Ressources estimées |
| -------------------------------- | --------------- | --------------- | --------------- | --------------- | --------------- | --------------- | ----------------------- | ----------------- | ------------------- |
| Argentine                        | 6 400           | 6 300           | 5 900           | 5 970           | 6 590           | 8 630           | 18 000                  | 4 000 000         | 23 000 000          |
| Australie                        | 58 800          | 45 000          | 39 700          | 55 300          | 74 700          | 91 700          | 88 000                  | 7 000 000         | 8 900 000           |
| Bolivie                          | nd              | nd              | nd              | nd              | nd              | nd              | nd                      | nd                | 23 000 000          |
| Brésil                           | 300             | 2 400           | 1 420           | 1 700           | 2 630           | 5 260           | 10 000                  | 390 000           | 1 300 000           |
| Canada                           | 2 400           | 200             | nd              | nd              | 520             | 3 240           | 4 300                   | 1 200 000         | 5 700 000           |
| Chili                            | 17 000          | 19 300          | 21 500          | 28 300          | 38 000          | 41 400          | 49 000                  | 9 300 000         | 11 000 000          |
| Chine                            | 7 100           | 10 800          | 13 300          | 14 000          | 22 600          | 35 700          | 41 000                  | 3 000 000         | 6 800 000           |
| République démocratique du Congo | nd              | nd              | nd              | nd              | nd              | nd              | nd                      | nd                | 3 000 000           |
| États-Unis,                      | 900             | 900             | 900             | 900             | 600             |                 |                         | 1 800 000         | 14 000 000          |
| Allemagne                        | nd              | nd              | nd              | nd              | nd              | nd              | nd                      | nd                | 4 000 000           |
| Mexique                          | nd              | nd              | nd              | nd              | nd              | nd              | nd                      | nd                | 1 700 000           |
| République tchèque               | nd              | nd              | nd              | nd              | nd              | nd              | nd                      | nd                | 1 300 000           |
| Pérou                            | nd              | nd              | nd              | nd              | nd              | nd              | nd                      | nd                | 1 000 000           |
| Espagne                          | nd              | nd              | nd              | nd              | nd              | nd              | nd                      | nd                | 320 000             |
| Portugal                         | 800             | 900             | 348             | 900             | 380             | 380             | 380                     | 60 000            | 270 000             |
| Mali                             | nd              | nd              | nd              | nd              | nd              | nd              | nd                      | nd                | 1 200 000           |
| Russie                           | nd              | nd              | nd              | nd              | nd              | nd              | nd                      | nd                | 1 000 000           |
| Serbie                           | nd              | nd              | nd              | nd              | nd              | nd              | nd                      | nd                | 1 200 000           |
| Zimbabwe                         | 1 600           | 1 200           | 417             | 710             | 1 030           | 14 900          | 22 000                  | 480 000           | 860 000             |
| Autres pays                      |                 |                 |                 |                 |                 |                 |                         | 2 800 000         | 6 490 000           |
| Total mondial                    | 95 000          | 86 000          | 82 500          | 107 000         | 146 000         | 204 000         | 240 000                 | 30 000 000        | 116 000 000         |

Les ressources d'autres pays non mentionnés dans ce tableau sont : Inde 5 900 000 tonnes, Namibie 230 000 tonnes, Ghana 200 000 tonnes, Finlande 55 000 tonnes, Autriche 60 000 tonnes, Kazakhstan 45 000 tonnes.

### Gisements

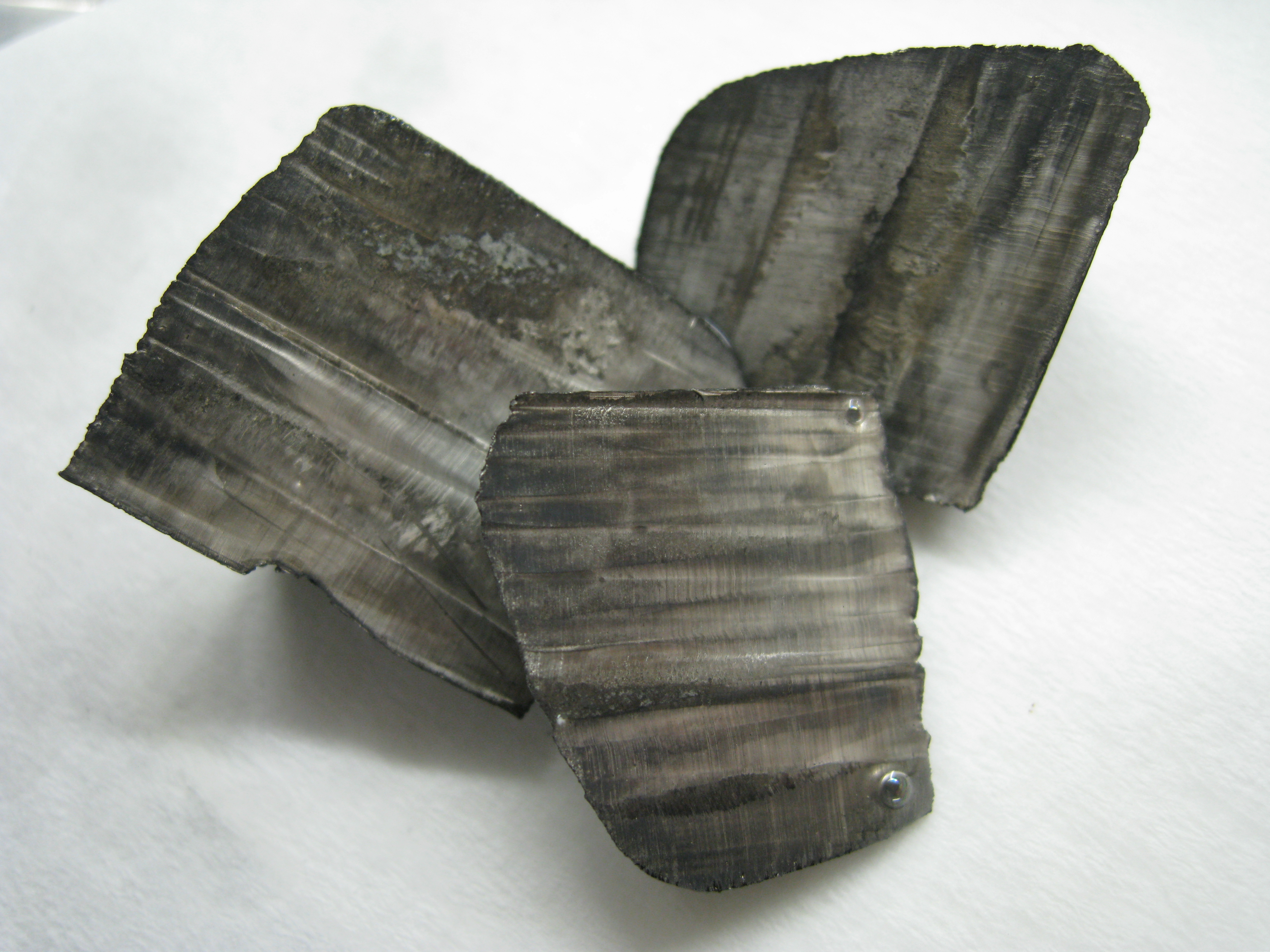
Échantillons de lithium métallique.

Le lithium n'existe, en concentration permettant une exploitation économique rentable, qu'en très peu d'endroits sur Terre. C'est principalement une impureté des sels d'autres métaux alcalins, sous forme principalement de :
- chlorure de lithium LiCl, essentiellement dans les saumures de certains vieux lacs salés continentaux et mélangés à d'autres sels de métaux alcalins, de certaines eaux géothermales ou de champs pétrolifères ;
- silicates, dont le spodumène, LiAl (Si2O6) ou la pétalite (Li(AlSi4O10)) dans la pegmatite ;
- hectorite, une sorte d'argile de formule NaO,4Mg2,7LiO,3Si4O10(OH)2, issue de l'altération de certaines roches volcaniques ;
- jadarite, Li Na Si B3O7(OH) qui est un borate ;
- rhassoul, une argile marocaine riche en stevensite (Mg3Si4O10(OH)2 et lithium[53]).

#### Bolivie, Chili, Argentine
Le plus grand gisement mondial est le salar d'Uyuni, dans le département de Potosí, dans le sud-ouest de la Bolivie. Représentant un tiers de la ressource mondiale, il intéresse notamment le groupe Bolloré. En mars 2008, la Bolivie a autorisé l'exploitation du lithium sur le désert de sel fossile d'Uyuni et la création d'une usine d'extraction.
Le second plus grand gisement est le salar d'Atacama, au Chili qui est depuis 1997 le premier exportateur mondial, avec la compagnie allemande Chemetall comme opérateur principal.
L'Argentine possède également un gisement de lithium, au salar del Hombre Muerto, à une centaine de kilomètres au nord d'Antofagasta de la Sierra, dans le nord-ouest du pays, difficile d'accès (seules des pistes en terre naturelle y mènent) mais exploité par FMC depuis 1995.

#### Australie
En Australie-Occidentale, dans la pegmatite des mines de Greenbushes, Talison Lithium Ltd extrayait vers 2010-2011 plus de 300 000 t/an de concentré de spodumène contenant 8 000 à 9 000 t de lithium (plus de 25 % de la production mondiale de lithium, dont les réserves prouvées et probables atteignent 31,4 millions de tonnes de minerai renfermant 1,43 % de lithium). Dans la même région, Galaxy Ressources a entamé en 2010 l'exploitation à ciel ouvert d'un gîte de pegmatite dans la mine de Mount Cattlin, proche de Ravensthorpe, visant une production de 137 000 t/an de concentré de spodumène à 6 % de Li2O avec coproduction d'oxyde de tantale. En 2012, 54 047 t de concentré de spodumène ont été produites. Les réserves prouvées et probables sont de 10,7 Mt de minerai contenant 1,04 % de Li2O et 146 ppm de Ta2O5 « principalement expédié en Chine et transformé en carbonate de lithium ».

#### États-Unis
Les eaux géothermales du lac salé Salton Sea (Californie) sont aussi riches en lithium que les lacs salés boliviens et chiliens. Leur extraction avait été envisagée, mais la société chargée du projet a fermé ses portes en 2015.
Une étude du Laboratoire national Lawrence-Berkeley publiée par le département de l'Énergie en 2023 précise l'évaluation des réserves du lac de Salton. Elles permettraient la production de 3 400 kt de lithium, suffisant pour alimenter 375 millions de voitures électriques. Les États-Unis pourraient ainsi être autosuffisants pour plusieurs décennies.
En 2024, une étude de l’US Geological Survey (USGS) révèle que le sous-sol de l’Arkansas contient, à 3 000 m sous terre, des réserves de lithium estimées entre 5 et 19 Mt (millions de tonnes), suffisamment importantes pour fournir neuf fois la quantité de lithium nécessaire pour la demande mondiale en 2030. ExxonMobil prévoit de commencer la production en 2027 et a déjà foré des puits d’exploration, selon le New York Times. Il reste cependant à choisir la technique d'exploitation et à évaluer sa rentabilité.

#### Europe
L'Union européenne prévoit une multiplication par 18 de sa consommation de lithium entre 2020 et 2030. Or la quasi-totalité du lithium qu'elle utilise est importée. Une seule mine de lithium est active en Europe, au Portugal : elle extrait 1 200 tonnes par an qui servent à l'industrie de la céramique. Bruxelles estime que l'Europe pourrait d'ici à 2025 assurer 80 % des besoins de son industrie automobile, principal consommateur.
Toutefois, l'Institut d'études géologiques des États-Unis (USGS) estime en 2021 les réserves européennes (gisements de taille connue et économiquement exploitables) à 60 000 tonnes, soit 0,7 % des réserves mondiales, et les ressources (gisements découverts ou probables) à 7 % du total mondial. Cela permettrait au mieux de couvrir à peine la moitié de la demande pour les voitures électriques en 2030, selon un analyste de Natixis[réf. nécessaire].
En France, des chercheurs du Bureau de recherches géologiques et minières (BRGM) affirment, dans un article paru sur le site The Conversation, que, grâce aux gisements de lithium dans le Massif central ou dans les saumures géothermales d'Alsace, le pays pourrait être autonome pour le lithium, le potentiel minier dépassant les 200 000 tonnes de lithium métal.
En Autriche, à proximité de Wolfsberg, European Lithium entend commencer à produire dès 2023. Le projet le plus avancé est celui de Mina do Barroso au nord du Portugal, où la société britannique Savannah Resources espère ouvrir prochainement une première mine dans le plus important gisement de spodumène en Europe. La population locale s'oppose à ce projet, craignant que l'extraction de minerais n'endommage les terres alentour.
Rio Tinto annonce fin décembre 2021 la suspension de son projet de mine de lithium de la région de Jadar, au sud-ouest de la Serbie, après quatre semaines de manifestations monstres de la part de militants écologistes, qui craignent une pollution des champs de maïs. Le projet prévoyait le début de la commercialisation en 2026 et une production de 58 000 tonnes par an à partir de 2029, soit assez pour équiper un million de voitures électriques. Le 20 janvier 2022, le gouvernement serbe annonce avoir retiré les permis d'exploitation, mettant un point final au projet.
En Espagne, l'Estrémadure, région proche du Portugal, recèle d'importants gisements de lithium. La compagnie Lithium Iberia, constituée par un groupe d'entrepreneurs et d'ingénieurs espagnols, développe un projet de mine à Las Navas, dans la commune de Cañaveral, qui devrait produire à partir de 2024 pendant 20 ans 30 000 à 35 000 tonnes par an d'hydroxyde de lithium, durée qui pourrait être prolongée de dix ans. La compagnie australienne Infinity Lithium menait des recherches pour exploiter une mine à ciel ouvert près de San José, à Cáceres, mais ce projet se heurte à une opposition farouche de la population et des élus municipaux, malgré la présentation en octobre 2021 d'une nouvelle version, qui passerait de l'exploitation à ciel ouvert à une exploitation en galeries et offrirait de nouvelles garanties pour la restauration des lieux.
Le producteur de lithium germano-australien Vulcan Energy Resources envisage une exploitation raisonnée de lithium en Allemagne par extraction de saumure avec réinjection de cette saumure une fois traitée, réduisant drastiquement son empreinte carbone. Vulcan Energy s'engage en 2021 à fournir à Stellantis entre 81 000 et 99 000 tonnes d'hydroxyde de lithium sur cinq ans à partir de 2026. Vulcan Energy Resources, créée en 2018 en Australie, développe un projet d'extraction de lithium de quatre sites géothermiques de la vallée du Rhin. L'eau chaude et salée sera extraite à plus de trois kilomètres de profondeur, puis filtrée pour récupérer le lithium, lequel sera ensuite concentré sur place puis raffiné à Francfort. La chaleur de cette eau à 165 °C sera utilisée pour produire de l'énergie verte, dont une moitié sera utilisée pour le procédé et l'autre revendue aux collectivités locales. Vulcan dispose d'une dizaine de licences en Allemagne et d'une autre en Italie et espère, avec le soutien de Renault et Stellantis, en acquérir en France, en Alsace, où le potentiel est important. Stellantis annonce le 24 juin 2022 avoir investi 50 millions d'euros pour prendre 8 % de Vulcan Energy Resources, qui a signé des contrats avec Renault, Volkswagen, Umicore et LG. En septembre 2022, le premier pilote de son procédé fonctionne à la centrale géothermique d'Insheim, près de Karlsruhe, opérationnelle depuis 2012. Une deuxième installation pilote du procédé doit multiplier les volumes par 200 d'ici à la fin de 2022. La production doit démarrer fin 2024 ; elle est censée atteindre un volume de plus de 50 000 tonnes d'hydroxyde de lithium par an en 2027, à l'issue de plus de deux milliards d'euros d'investissements.
Les projets de mines de lithium en Europe se multiplient donc : Syväjärvi en Finlande, Cinovec en Tchéquie, Zinnwald, Brichsal et Karlsruhe en Allemagne, Wolfsberg en Autriche, Soultz-sous-Forêts en Alsace, Échassières dans l'Allier, ou Barroso au Portugal. Mais la plupart de ces gisements sont de petite taille. Selon un rapport de l'université de Louvain, ils pourraient représenter une production de l'ordre de 130 000 tonnes annuelles en 2030, et les projets de raffineries atteindraient 155 000 tonnes, mais ces estimations étaient optimistes car elles prenaient en compte le projet minier de Rio Tinto dans la vallée de Jadar qui a été stoppé par Belgrade.
D'après Eramet, les projets en cours permettraient de répondre au mieux à 15 à 20 % des besoins européens en 2030. Le potentiel du recyclage pourrait être plus important : l'université de Louvain l'estime à 150 000 tonnes en 2030 et 600 000 tonnes en 2050 pour une demande de 700 000 à 860 000 tonnes.
Le 29 juin 2023, le groupe minier français Imerys, qui a déjà lancé le projet d'exploitation de lithium de Beauvoir dans l'Allier, annonce un partenariat avec British Lithium en vue d'exploiter les ressources en lithium de la carrière de kaolin d'Imerys à St Austell, dans les Cornouailles, au sud-ouest de l'Angleterre. Une coentreprise entre Imerys (80 %) et British Lithium (20 %) doit être créée pour produire 20 000 tonnes de carbonate de lithium par an, permettant de fabriquer 500 000 véhicules électriques, soit près d'un tiers de la demande annuelle estimée au Royaume-Uni en 2030.
Le 17 juin 2024, le président serbe Aleksandar Vučić annonce son intention de donner son feu vert à Rio Tinto pour démarrer l'exploitation du gisement de lithium dans la vallée de Jadar. Il a révoqué en 2022 les permis d'exploitation octroyés à l'entreprise, qui avaient suscité une vive opposition pendant la campagne électorale pour la présidentielle. Les opposants reprochaient surtout à Rio Tinto et Aleksandar Vučić de refuser de publier les rapports d'impact environnemental. Deux ans plus tard, le groupe minier a publié le rapport de plus de 2 000 pages, rédigé par plus d'une centaine d'experts indépendants, qui conclut que le projet de Jadar peut être « développé en toute sécurité et dans le respect des normes nationales et internationales les plus strictes en matière de protection de l'environnement ». En juillet 2024, la justice serbe autorise la reprise d’un projet d’exploitation de lithium, puis la Commission européenne soutient ce projet par la voix de son vice-président Maroš Šefčovič, qui confirme un protocole d’accord sur les matières premières ainsi que sur la chaîne d’approvisionnement des batteries et des véhicules électriques. Le président serbe Aleksandar Vucic déclare que « le chancelier Scholz a proposé le soutien de l’Allemagne pour que la Serbie développe une chaîne de valeur plus importante pour la production de lithium » et confirme que le lithium que produira la Serbie ira en priorité à l’Europe.

#### France
En France métropolitaine, un gisement (« gîte de gros tonnage à faible teneur en Sn, Ta-Nb, Li, Be », encore inexploité) a été identifié en 1986 par le Bureau de recherches géologiques et minières à Tréguennec (Finistère) sur le site de l'ancienne carrière de Prat-ar-Hastel,. Quelques gisements ont déjà été ponctuellement exploités dans de la lépidolite dans le nord-ouest du Massif central surtout et moindrement dans de la pétalite et amblygonite (à Échassières, à Montrebas ou dans les monts d'Ambazac). En 2015, seul le site d'Echassières en fournit (exploité par le groupe Imerys), comme coproduit de l'exploitation de kaolin, sables et granulats ; le gîte est lié à un apex leucogranitique différencié (à albite). Son potentiel a été estimé par le BRGM à 280 000 t de Li2O, à 0,7 %, sous forme de lépidolite disséminée (mica lithinifère), accompagné de 20 000 t de Sn, 5 000 t de WO3 et 5 000 t de Ta-Nb. Le minerai est assez difficile à exploiter en raison de sa richesse en fer et en fluor. Le projet « Emili » (pour « exploitation du mica lithinifère ») d'Imerys est déclaré « projet d'intérêt national majeur » le 7 juillet 2024, ce qui lui permettra de bénéficier de procédures d'implantation accélérées ou de dérogations administratives. Ce projet doit permettre d'équiper 700 000 batteries rechargeables par an pendant au moins 25 ans, à partir de 2028.
Le BRGM a publié en 2019 un rapport de synthèse sur les ressources en lithium de la France, qui conclut que « les productions de carbonates ou d'hydroxyde de lithium à partir de roche dure actuellement sont tirées exclusivement de pegmatites LCT sous-type spodumène ; à l'exception de très rares indices, ce type d'objet n'existe pas en France métropolitaine. Une production de lithium à partir de roche dure ne pourrait donc être réalisée qu'avec le développement de procédés d'extraction du lithium d'échelle industrielle à partir de minéraux comme la série de la lépidolite, de la zinnwaldite et de la série amblygonite-montebrasite. » Il évalue les ressources en Li2O à 23 564 t de « ressources mesurées » (gisement de Beauvoir, en exploitation) plus 65 895 t de « ressources indiquées » (gisement de Tréguennec) et 443 200 t de « ressources supposées ».
Dans son rapport, le BRGM ajoute que 41 sites potentiels sont recensés en France, essentiellement en Alsace et dans une diagonale allant du Massif armoricain au Massif central.
La plaine d'Alsace recèle du lithium dans des aquifères très profonds (entre 1 000 et 4 000 mètres), dans des grès déposés il y a 235 millions d'années. Le tonnage utile était estimé par le BRGM à environ un million de tonnes de lithium métal en 2017. L'Association française des professionnels de la géothermie (AFPG) évalue en 2021 la coproduction possible de lithium en Alsace à 15 000 tonnes par an sur dix sites géothermiques,. De fait, les sociétés ES Géothermie et Fonroche Géothermie, qui exploitent le sous-sol alsacien pour la production de chaleur et d'électricité par géothermie, annoncent en novembre 2019 que les eaux chaudes qui remontent du sous-sol alsacien contiennent 180 à 200 mg de lithium par litre. Elles estiment donc la possibilité de fourniture par site à l'équivalent de 1 500 tonnes de carbonate de lithium (LCE) par an.
Globalement, les réserves de LCE du fossé rhénan sont estimées entre 10 et 40 millions de tonnes. Les besoins de l'industrie française, notamment automobile, s'élèvent à 15 000 tonnes de LCE par an. Ainsi, en Alsace, Eramet s'intéresse à la saumure des stations géothermales du fossé rhénan, tout comme Vulcan Energy Resources, côté allemand. Un projet pilote mené par Eramet a déjà permis de raffiner du carbonate de lithium de qualité batterie à partir d'un des sites géothermiques d'ES Géothermie ; la start-up Geolith a aussi des projets à Haguenau ; Lithium de France, filiale du groupe Arverne, s'est implantée à Bischwiller dans l'objectif de produire en même temps de la chaleur et du lithium et vient d'obtenir un permis exclusif de recherche de sites géothermiques dans le Nord Alsace. La start-up strasbourgeoise Viridian annonce en juin 2022 un projet de construction à Lauterbourg (Bas-Rhin), de la première raffinerie de lithium en France, d'une capacité de 25 000 t d'hydroxyde de lithium en 2025, avec une capacité d'expansion jusqu'à 100 000 t/an d'ici à 2030, en exploitant un procédé qui réduirait fortement les émissions de CO2. Le projet est finalement concrétisé par une signature de bail en juillet 2024, la première raffinerie devrait donc être achevée en 2027 au lieu de 2025.
La recherche de gisements se poursuit en métropole, par exemple en septembre 2020, par une demande de permis exclusif de recherches de lithium et substances connexes (« Permis de bassin de la Limagne », pour cinq ans, sur 707 km 2 dans la région de Clermont-Ferrand), déposée par la société Fonroche Géothermie. Elle fait suite à des études géochimiques du BRGM, qui ont mis en évidence dans le secteur de Riom des eaux souterraines très chaudes[réf. incomplète] contenant 80 mg/l ou plus de lithium.

##### Gisements exploités
À Beauvoir, carrière située à Échassières dans l'Allier, le projet Emili, « l'un des plus grands projets d'extraction de lithium » européens, annoncé le 24 octobre 2022 par le groupe français de minéraux industriels Imerys, prévoit l'ouverture, d'ici 2027, d'une mine de lithium dont Imerys estime les réserves à un million de tonnes. La mine produirait 34 000 tonnes d'hydroxyde de lithium par an à partir de 2028 pendant au moins 25 ans. Dans cette carrière, ouverte depuis 1850, sont déjà extraites chaque année quelque 30 000 tonnes de kaolin. Le site a été racheté en 2005 par Imerys. La production de lithium permettrait d'équiper 700 000 voitures électriques — et de limiter au maximum l'empreinte carbone de l'extraction : huit tonnes de CO2 par tonne d'hydroxyde de lithium, contre 15 à 20 t pour des projets similaires en Asie et en Australie.
En novembre 2022, la société minière australienne Vulcan Energy crée une entité française et dépose une première demande de permis de recherche dans le nord de l'Alsace, près de Haguenau, pour extraire du lithium des eaux géothermales. Elle a demandé un permis similaire en Allemagne, où la production commerciale devrait débuter autour de 2025 et atteindre une capacité de 8 000 tonnes d'hydroxyde de lithium par an et par module, c'est-à-dire par station de géothermie ; elle table sur trois modules dans un premier temps.
Dans les territoires d'outre-mer, des indices ponctuels d'une faible présence de minéraux à lithium ont été trouvés en Guyane par le BRGM.
En janvier 2023, Eramet et Électricité de Strasbourg signent un protocole d'accord pour développer la production de lithium à partir des saumures géothermales du bassin rhénan. La production envisagée pour la fin des années 2020 est d'environ 10 000 tonnes de carbonate de lithium par an, de quoi fabriquer quelque 250000 batteries de voitures électriques. Elle compte utiliser le procédé d'extraction directe du lithium mis au point par Eramet, qui consiste à capter le lithium à l'aide d'un matériau « éponge » et à réinjecter l'eau dans la nappe où elle a été pompée, procédé économe en eau et en énergie. L'usine pilote d'extraction du lithium de Rittershoffen est inaugurée le 5 décembre 2023. La décision finale d'investissement du projet « Ageli » (Alsace géothermie lithium) est attendue fin 2026.
Le 31 mai 2023, Stellantis et Vulcan Energy signent un accord pour une étude de faisabilité destinée à préciser les potentiels en chaleur et en lithium du réservoir géothermal sous-jacent au site d'assemblage alsacien de Stellantis à Mulhouse. La chaleur extraite pourrait couvrir une partie des besoins de l'usine et le lithium serait raffiné par Vulcan Energy, probablement à Francfort, pour alimenter la fabrication de batteries. Un premier partenariat entre les deux sociétés a été conclu pour le site de Rüsselsheim, en Allemagne.
Le 19 septembre 2023, le groupe Arverne, spécialiste français de la géothermie, fait son entrée en Bourse et annonce un partenariat avec Renault, qui devient également un actionnaire de premier rang, et s'engage par avance à acheter 25 000 tonnes de lithium sur une durée de cinq ans, les premières livraisons étant prévues dès 2027. Le lithium sera extrait par filtration des saumures alsaciennes issues de la géothermie. L'énergie géothermique est en partie utilisée pour le traitement du lithium, réduisant l'empreinte carbone du métal, et le reste est valorisé sous forme de chaleur vendue à des clients locaux. Les réserves de lithium sont estimées à 30 000 tonnes par an pendant au moins une trentaine d'années ; les coûts de production sont estimés à environ 5 000 $/t alors que le lithium se négocie près de 24 500 $/t.

#### Autres
D'autres gisements sont exploités, notamment des lacs asséchés au Tibet, en Russie et aux États-Unis (Silver Peak, Nevada, exploité par Rockwood Lithium) ou au Zimbabwe (mine de Bikita, à ciel ouvert, avec 30 000 t/an de minerai à 4,45 % de Li2O).
Au Canada, un gisement a été découvert en 2010 aux environs de la baie James, exploité par plusieurs entreprises, jusqu'à sa fermeture en 2014. Un projet de mine est à l'étude dans l'Abitibi.
En Afghanistan de très importantes réserves ont été mentionnées en juin 2010 dans la presse.
Le gouvernement indien annonce en février 2023 la découverte d'un gisement majeur de lithium dans la région du Jammu-et-Cachemire, dans le nord-ouest du pays. Ce gisement est évalué à 5,9 Mt, soit 5,7 % des réserves mondiales. La découverte est alors au stade « préliminaire » et de nombreuses autres analyses doivent être conduites pour confirmer la taille du gisement.

### Production

Production mondiale de lithium en milliers de tonnes par an. N.B. : ce graphique, se réfère aux tonnages de minerais exploités, avec une teneur moyenne d'environ 6 à 7 % de lithium, et non au contenu en lithium pur (source USGS).

L'USGS estime la production mondiale en 2023 à 204 000 tonnes (2022 : 146 000 tonnes ; 2021 : 107 000 tonnes) ; 2020 : 82 500 tonnes), dont 61 000 tonnes en Australie, 39 000 tonnes au Chili, 19 000 tonnes en Chine et 6 200 tonnes en Argentine.
En 2022, un tiers de la production mondiale de lithium (soit la moitié de la production des grandes entreprises) dépendrait de deux sociétés minières contrôlées par des investisseurs chinois.
En 2017, 136 petites compagnies ont investi 157 millions de dollars dans la recherche du lithium, un doublement par rapport à 2016.
Entre 2005 et 2015, la production a augmenté de 20 % par an, passant de 16 600 à 31 500 tonnes par an. Portée par la demande, cette hausse a eu pour conséquence une augmentation du prix du lithium, qui à son tour a suscité la réouverture de mines fermées antérieurement, comme la mine à ciel ouvert de Mt Cattlin en Australie, ainsi que la relance de la recherche géologique : de nouveaux gisements ont été découverts, dans le Nevada, en Serbie et au nord du Mexique. De nombreux projets de nouvelles mines sont en développement : une étude de Citigroup en a recensé seize, notamment au Canada, aux États-Unis, en Australie et en Argentine. La structure d'oligopole formée par quatre entreprises qui ont produit la majorité du métal consommé en 2014 va disparaître ; ces quatre grands sont les Américains Albemarle (par l'intermédiaire de ses filiales Rockwood Lithium, Talison Lithium, etc.) et FMC, le Chilien Sociedad Química y Minera de Chile (SQM) et le Chinois Tianqi.
Le « triangle du lithium », réparti entre le Chili, l'Argentine et la Bolivie, recèlerait 85 % des réserves mondiales. En Argentine, les investissements d'exploration ont explosé : +928 % depuis 2015. Plus d'une vingtaine d'entreprises étrangères mènent des projets ; deux mines sont en activité et une est en construction en 2019. Au Chili, l'exploitation du lithium est supervisée par l'État et l'organisme gouvernemental Corfo attribue des quotas de production aux entreprises, principalement la chilienne SQM, la chinoise Tianqi, qui a racheté 24 % des parts de SQM en 2018, et l'américaine Albemarle. En Bolivie, le gouvernement d'Evo Morales contrôle l'exploitation du métal, même si sa production est bien inférieure à celle de ses voisins ; la firme nationale YLB a signé des accords de partenariats avec l'entreprise allemande ACI Systems et le chinois Xinjiang Tbea. Des projets de construction d'usines de batteries sont envisagés au Chili et en Bolivie.
Des scientifiques de l'Institut de technologie de Karlsruhe déposent en 2020 un brevet pour un processus d'extraction du lithium contenu dans les eaux profondes du fossé rhénan supérieur lors de leur passage dans les centrales géothermiques. Une installation d'essai est en cours de construction dans une de ces centrales. La concentration en lithium dans ces eaux irait jusqu'à 200 milligrammes par litre. En traitant les deux milliards de litres d'eau du Rhin qui transitent chaque année par les centrales géothermiques, des centaines de tonnes de lithium pourraient être extraites de façon rentable et sans effets négatifs sur l'environnement.
Des chercheurs de l'université des sciences et technologies du roi Abdallah (KAUST), en Arabie saoudite, affirment en juin 2021 avoir mis au point une cellule électrochimique permettant d'extraire à un coût intéressant le lithium contenu dans l'eau de mer, dont les réserves sont selon eux 5 000 fois supérieures à celles des gisements terrestres (voir plus haut). Les coproduits de ce procédé seraient de l'hydrogène et du chlore, le premier étant également intéressant pour le secteur des transports,.
En mai 2023, l'australien Allkem fusionne avec l'américain Livent, donnant naissance au troisième producteur mondial de lithium, derrière le chilien SQM et l'américain Albemarle. La production du nouveau groupe représentera environ 7 % de la production mondiale de lithium. Les capacités de production annuelles estimées pour 2027 sont de 343 kt pour Albemarle, 302 kt pour SQM, 248 kt pour Allkem+Livent et 229 kt pour le chinois Ganfeng.
En août 2023, Stellantis annonce un investissement de plus de 100 millions de dollars pour financer le développement du projet Hell's Kitchen du groupe minier américain CTR (Controlled Thermal Ressources), qualifié de « plus grand projet de lithium géothermique au monde », situé en bordure de la Salton Sea, un lac salé en Californie du Sud, à l'est de San Diego. L'accord de fourniture de CTR à Stellantis, signé en 2022 pour 25 000 tonnes d'hydroxyde de lithium, est porté à 65 000 tonnes par an pour dix ans à partir de 2027, permettant de fabriquer des batteries pour près d'un million de véhicules électriques. Ce lithium permettra aux véhicules électriques de Stellantis d'être éligibles aux primes à la consommation de la loi américaine sur la réduction de l'inflation. Le projet de CTR prévoit d'extraire 150 000 tonnes de lithium à l'horizon 2027 et 300 000 tonnes d'ici à 2030.
Selon les prévisions de l'Agence internationale de l'énergie, la consommation de lithium va passer de 131 kt par an en 2022 à 1 209 kt en 2050, dont 1 040 kt pour les véhicules électriques. La part de la Chine dans l'extraction du lithium mondial est d'environ 20 %, mais sa part dans son raffinage atteint près de 60 %. Sur les cinq majors du lithium, deux sont chinois : Tianqi et Ganfeng, deux sont américains : Albemarle et Livent, et un chilien : SQM, dont Tianqi a pris plus de 20 % du capital. Une des plus grandes mines de lithium au monde, celle de Greenbushes, dans le sud-ouest de l'Australie, est exploitée par la compagnie minière Talison Lithium, devenue une coentreprise entre Tianqi (51 %) et Albemarle (49 %).
La compagnie minière nationale chilienne Codelco, premier producteur de cuivre au monde, acquiert en octobre 2023 l'australien Lithium Power, qui développe le projet de Maricunga dans le nord du pays. Le président chilien Gabriel Boric a annoncé en avril 2023 son intention de développer l'exploitation du lithium tout en procédant à une forme de nationalisation de la ressource.
ExxonMobil annonce le 13 novembre 2023 un objectif de production d'au moins 10 000 tonnes de lithium dans l'Arkansas dès 2026, en partenariat avec Tetra Technologies, et projette de produire du lithium directement dès 2027, également dans l'Arkansas, où elle a acquis des droits de forage et de production auprès de Galvanic Energy pour plus de 100 millions de dollars.
En juillet 2024, Eramet et son partenaire chinois Tsingshan, qui détient 49,9 % du projet, inaugurent leur usine d'extraction de lithium du salar de Centenario, à 4 000 mètres d'altitude en Argentine, dans la région de Salta au nord du pays. Le projet devrait entrer en production d'ici à novembre 2024 et produire 24 000 tonnes de carbonate de lithium par an dès 2025, assez pour équiper 600 000 voitures électriques par an. Les coûts de production sont compris entre 4 500 et 5 000 $/t (dollars par tonne), parmi les plus bas du secteur. La saumure pompée à 400 mètres sous la surface est concentrée dans une usine sur le site, grâce à un procédé innovant utilisant des granulés qui retiennent le lithium comme une éponge. Le rendement du procédé avoisine les 90 %, contre 40 % à 50 % pour l'actuelle technique dominante d'évaporation de la saumure. Une « phase 2 » devrait permettre d'ajouter 30 000 tonnes par an. Eramet compte utiliser le même procédé dans la concession qu'il vient d'acquérir au Chili (Atacama). En octobre 2024, Eramet rachète la part de Tsingshan et contrôle donc 100 % de la mine. Fin décembre 2024, Eramet annonce la réalisation de sa première production de lithium à échelle industrielle grâce à sa technologie brevetée d'extraction directe.
En décembre 2024, Rio Tinto annonce un investissement de 2,5 milliards de dollars dans la production de lithium à la mine de Rincon, dans la province de Salta au nord de l'Argentine. Le salar de Rincon (es), à 3 660 m d'altitude à quelques kilomètres de la frontière chilienne, s'étend sur près de 300 km2 et a une capacité estimée de 1,4 Mt de lithium. Rio Tinto espère produire 60 000 t de lithium par an grâce aux techniques d'extraction directe. Deux mois auparavant, Rio Tinto a acquis l'entreprise américaine Arcadium, spécialiste du lithium, pour 6,7 milliards de dollars.

### Raffinage
Le 7 novembre 2024, Vulcan Energy inaugure à Francfort son usine de transformation du lithium en hydroxyde de lithium, un produit fini qui peut intégrer la chaîne de fabrication des batteries de voitures électriques. Le lithium provient de sa station de géothermie de Landau dans le Palatinat, à 130 km. La production devrait atteindre 24 000 tonnes par an en 2027, de quoi équiper 500 000 voitures électriques. Grâce à la géothermie, l'exploitation de ce gisement est rentable même avec les prix exceptionnellement bas du lithium, passés de 84 000 dollars la tonne en 2022 à 10 000 dollars en 2024. Le même jour, la société luxembourgeoise Livista Energy annonce avoir été sélectionnée par le port du Havre, aux côtés de deux autres industriels, pour y construire son usine de raffinage de lithium ; elle espère y produire 40 000 tonnes d'hydroxyde de lithium et de carbonate de lithium à partir de 2028, de quoi équiper 750 000 voitures électriques.
En juillet 2025, la société franco-luxembourgeoise Livista annonce avoir signé un partenariat avec le chinois Tianqi Lithium, un des plus grands producteurs au monde. Le groupe chinois livrera 100 000 tonnes de spodumène, minerai de lithium en provenance de ses mines, qui devraient couvrir 70 % des besoins de la future usine du Havre. Cette usine produira 40 000 tonnes de lithium de qualité pour batterie d'ici la fin de la décennie, dont la moitié sous forme d'hydroxyde, destiné aux batteries NMC, et la moitié en carbonate de lithium pour les batteries LFP.

## Propriétés

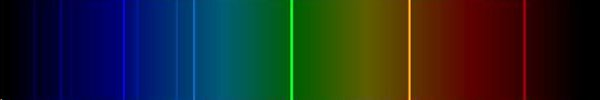
Raies spectrales du lithium en couleur.

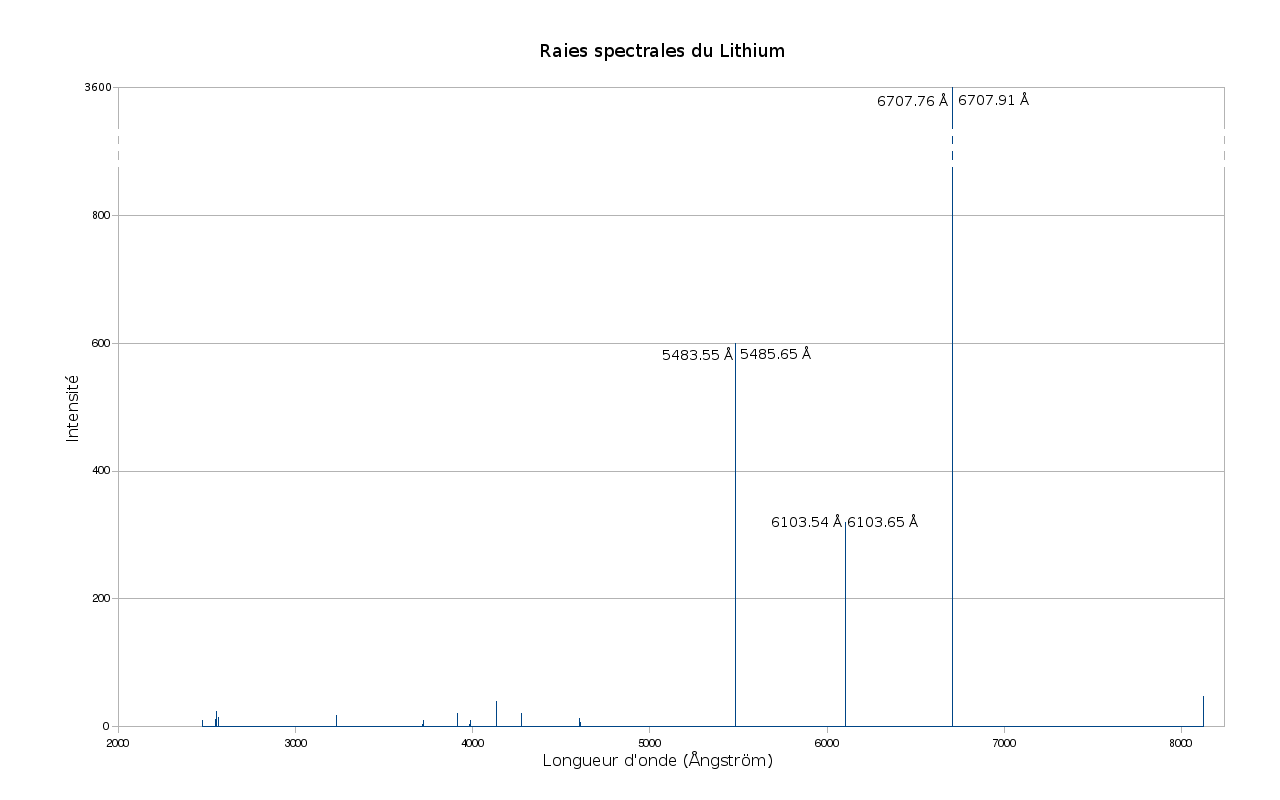
Raies spectrales.

Le lithium est le métal ayant la plus faible masse molaire et la plus faible densité, avec une masse volumique inférieure de moitié à celle de l'eau. Conformément à la loi de Dulong et Petit, c'est le solide ayant la plus grande chaleur massique.
Comme les autres métaux alcalins, le lithium réagit facilement au contact de l'eau ou de l'air (cependant moins que le sodium) ; il n'existe pas à l'état natif.
Lorsqu'il est placé au-dessus d'une flamme, celle-ci prend une couleur cramoisie mais lorsqu'il commence à brûler, la flamme devient d'un blanc très brillant. En solution, il forme des ions Li+.

### Propriétés physiques

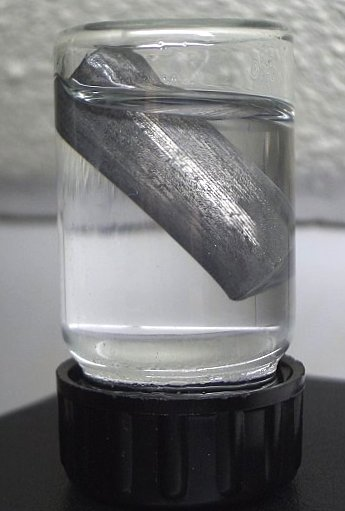
Lithium flottant dans de l'huile.

Le lithium a une masse volumique très faible de 0,534 g/cm3, du même ordre de grandeur que le bois de sapin. C'est le moins dense de tous les éléments solides à température ambiante, le suivant étant le potassium avec une densité 60 % plus élevée (0,862 g/cm3). De plus, hormis l'hydrogène et l'hélium, il est moins dense que tous les autres éléments à l'état liquide. Sa densité est de deux tiers de celle de l'azote liquide (0,808 g/cm3).
Le lithium peut flotter sur les huiles d'hydrocarbure les plus légères et est, avec le sodium et le potassium, l'un des rares métaux pouvant flotter sur l'eau.

## Utilisation
Estimation des usages du lithium à l'échelle mondiale en 2020.
- Piles et batteries (71 %)
- Verres et céramiques (14 %)
- Graisses lubrifiantes (4 %)
- Polymères (2 %)
- Coulée continue (2 %)
- Traitement de l'air (1 %)
- Autres usages (6 %)

En 2020, le lithium est utilisé pour réaliser des piles et des batteries au lithium (71 % de la production de lithium), des verres et des céramiques (14 %), pour les graisses lubrifiantes (4 %), et à des taux moindres pour les matériaux comme dans la métallurgie (coulée continue : 2 %), la production de polymères (3 %), ainsi que pour le traitement de l'air (recyclage de l'air dans des espaces confinés : 1 %),.
Le graphique qui aurait dû être présenté ici ne peut pas être affiché car il utilise l'ancienne extension Graph, désactivée pour des questions de sécurité. Des indications pour créer un nouveau graphique avec la nouvelle extension Chart sont disponibles ici.

Estimation de l'évolution des usages du lithium à l'échelle mondiale (2006-2020).

### Stockage de l'électricité
Le lithium est souvent utilisé dans les électrodes de batterie du fait de son grand potentiel électrochimique. Les batteries lithium sont très utilisées dans le domaine des systèmes embarqués du fait de leur grande densité énergétique aussi bien massique que volumique. En 2020, c'est le premier usage du lithium à l'échelle mondiale : 71 %.

### Carburant pour fusées et missiles
Le lithium sous forme métallique ou d'aluminate est utilisé comme additif à haute énergie pour la propulsion des fusées. Sous cette forme, il peut aussi être utilisé comme combustible solide.

### Verres et céramiques
Le lithium est parfois utilisé dans les verres et les céramiques à faible expansion thermique, comme pour le miroir de 200 pouces du télescope Hale du Mont Palomar ; par ailleurs, il réagit faiblement aux rayons X, les verres au lithium (méta- et tétraborate de lithium) sont donc utilisés pour dissoudre des oxydes (méthode de la perle fondue) en spectrométrie de fluorescence des rayons X.

### Graisses lubrifiantes
La troisième utilisation la plus courante du lithium est celle des graisses lubrifiantes. L'hydroxyde de lithium est une base qui, lorsqu'elle est chauffée avec une graisse, produit un savon composé de stéarate de lithium. Le savon au lithium a la capacité d'épaissir les huiles et il est utilisé pour fabriquer des graisses lubrifiantes à haute température,,.

### Polymères
Les organolithiens sont utilisés dans la synthèse et la polymérisation des élastomères.

### Métallurgie
Le lithium (par exemple sous forme de carbonate de lithium) est utilisé comme additif dans les laitiers de coulée continue où il augmente la fluidité, une utilisation qui représente 2 % de l'utilisation mondiale de lithium en 2020. Les composés du lithium sont également utilisés comme additifs dans le sable de fonderie pour la fonte afin de réduire le veinage.
Lorsqu'il est utilisé comme flux de brasage pour le soudage ou le brasage, le lithium métallique favorise la fusion des métaux durant le processus et élimine la formation d'oxydes en absorbant les impuretés. Les alliages métallique du lithium avec l'aluminium, le cadmium, le cuivre et le manganèse sont utilisés pour fabriquer des pièces d'aéronefs à haute performance (les alliages aluminium-lithium (en) sont utilisés en France sur le Rafale).

### Traitement de l'air
Le chlorure de lithium et le bromure de lithium sont extrêmement hygroscopiques et sont utilisés comme dessiccants.
L'hydroxyde de lithium et le peroxyde de lithium (Li2O2) sont les sels les plus utilisés dans les endroits confinés, comme à bord des engins spatiaux et des sous-marins, pour éliminer le dioxyde de carbone et purifier l'air. L'hydroxyde de lithium absorbe le dioxyde de carbone de l'air en formant du carbonate de lithium et est préféré aux autres hydroxydes alcalins à cause de son faible poids.
En présence d'humidité le peroxyde de lithium réagit avec le dioxyde de carbone pour former du carbonate de lithium, mais libère également de l'oxygène,. La réaction chimique est la suivante :
2 Li2O2 + 2 CO2 → 2 Li2CO3 + O2
Pour ces raisons, certains des composés mentionnés, ainsi que le perchlorate de lithium, sont utilisés dans les générateurs d'oxygène qui alimentent les sous-marins en oxygène.

### Médecine, toxicologie
Dans les années 1940, on découvre que le lithium peut calmer certains patients psychotiques. Les sels de lithium (ex. : carbonate de lithium, le citrate de lithium ou l'orotate de lithium) sont depuis les années 1970 le traitement de référence des troubles bipolaires (anciennement psychose maniaco-dépressive),,, seuls ou avec d'autres thymorégulateurs à une concentration thérapeutique de 0,8 à 1,2 mEq/L (0,8 à 1,2 mmol/L).
Le lithium est aussi utilisé comme antidépresseur ou avec certains antidépresseurs, tels la fluoxétine, pour traiter les troubles obsessionnels compulsifs, certains autres troubles de l'humeur, dont certaines tendances suicidaires. On suppose que le principe actif en est l'ion Li+, mais ses mécanismes d'actions précis sont encore débattus.
Le gluconate de lithium est utilisé en dermatologie comme anti-allergénique et dans le traitement de la dermite séborrhéique du visage chez l'adulte[réf. souhaitée].
Le lithium est aussi utilisé dans les troubles du sommeil et l'irritabilité en oligothérapie (malgré l'absence d'activité spécifiquement démontrée)[réf. nécessaire].
Il pourrait ralentir la progression de la sclérose latérale amyotrophique (SLA), selon les résultats d'une étude pilote publiés dans Proceedings of the National Academy of Sciences (PNAS)[réf. souhaitée].
Une étude de 1990 laisse penser que les populations exposées à une eau de boisson contenant un peu plus de lithium que la moyenne connaitrait moins de crimes, suicides, arrestations et de risque d'addiction, comparativement à la population générale. Près de 20 ans plus tard, une autre étude conforte en 2009 l'hypothèse d'un moindre risque de suicide chez les personnes buvant une eau plus riche en lithium.

#### Mécanisme d'action
Le mécanisme d'action est encore mal compris, mais on sait au moins que le lithium affecte deux voies de signalisation intracellulaires : l'inositol monophosphate (inhibition de l'inositol intracellulaire, ce qui est peut-être le mécanisme de stabilisation de l'humeur) et la glycogène synthase kinase-3 (inhibition de cette enzyme impliquée dans diverses voies de signalisation du métabolisme énergétique, de la neuroprotection et de la neuroplasticité cérébrale).

#### Toxicologie
Le lithium n'est thérapeutiquement efficace que dans une étroite fourchette de doses, « de sorte qu'une grande partie des patients sous thérapie chronique au lithium connaissent au moins un épisode de toxicité pendant le traitement ». Le lithium intracellulaire est alors le plus élevés dans les cellules du cerveau et des reins ; dans les cellules tubulaires distales des reins, il est 10 à 20 fois plus concentré que dans le sérum sanguin, alors rapidement source de toxicité aiguë pour ces cellules, ce qui se traduit par leur nécrose et le dysfonctionnement du rein.
L'intoxication aiguë sévère semble rare et souvent associée à des erreurs de posologie ou de prise de médicament. Se forment alors des lésions cérébelleuses persistantes accompagnées, notamment, de tremblements, d'ataxie et de dysarthrie, et parfois de problèmes persistants de ganglions de la base. À partir de 1,5 mmol/L environ, le patient devient ataxique, hypertonique, hyperréflexe, dysarthrique et confus, présentant souvent un tremblement grossier et une fasciculation musculaire. À partir de 3 mmol/L, des convulsions, puis un coma et des lésions cérébrales irréversibles peuvent entrainer la mort.
L'intoxication chronique est bien plus fréquente, qui a comme « complications biologiques classiques » une hypercalcémie, un diabète insipide (diabète « néphrogénique » qui est l'effet secondaire le plus courant des traitements longs selon une méta-analyse publiée en 2012), un dysfonctionnement thyroidien et d'éventuels troubles cardiovasculaires, allant de changements de repolarisation bénins à (rarement) des tachyarythmies potentiellement mortelles, ou à des anomalies du temps de conduction, et (très rarement) à un bloc auriculo-ventriculaire complet avec choc cardiogénique. En cas de « thérapie au lithium à long terme, les concentrations dans la plage thérapeutique sont associées à une mauvaise mémoire, à de la fatigue, à une perte de concentration et à un léger tremblement ».
Le lithium et ses sels ont une toxicité longtemps réputée réversible (symptômes disparaissant avec l'arrêt de la source), mais on sait maintenant que si la toxicité rénale aiguë est effectivement temporaire, le diabète insipide néphrogénique induit peut persister après l'arrêt d'un traitement long, ; la polyurie, la polydipsie sont souvent, associées au diabète insipide néphrogénique, des complications des traitements au lithium. Ces effets surviennent parfois rapidement après le début du traitement.
Dans tous les cas, ce métal présente une néphrotoxicité non négligeable qui pour les faibles doses (intoxication généralement chronique) génère des anomalies tubulaires distales, et pour les fortes doses induit des lésions tubulaires proximales caractéristiques. Pour ces raisons, le médecin prescrit normalement aux patients traités ou à traiter un bilan rénal (en début de traitement) puis un dosage mensuel du lithium sanguin[réf. souhaitée]. Le diagnostic d'une intoxication au lithium est rendu difficile par le fait que, quand les concentrations sériques de lithium sont élevées, les tissus cibles sont protégés dans une certaine mesure, mais « les taux de lithium dans le sérum ne reflètent pas les niveaux tissulaires et la corrélation entre les niveaux de lithium et sa toxicité est faible (...) Ce sont les symptômes qui sont à prendre en compte plutôt que les taux sériques de lithium ». Dans le tube collecteur des reins, le lithium, par un mécanisme encore incompris, inhibe la fonction des aquaporines (aquaporine-2 surtout) ; une inhibition de l'activité de l'adénylate cyclase semble en cause.
En cas d'intoxication ou d'empoisonnement criminels, le bilan toxicologique d'urgence (screening immunologique sanguin et screening urinaire par CL-SM) peut ne rien révéler, car le taux sanguin ou urinaire de lithium retourne rapidement à la normale. Mais l'analyse du lithium dans le cheveux permet a posteriori de « documenter une exposition au lithium pendant la période supposée des faits ». L'hémodialyse permet de protéger la fonction rénale et le cas échéant de traiter une « altération de l'état de conscience ».
En cas d'intoxication, « une étroite collaboration avec le service de neurologie, de néphrologie et de psychiatrie est fondamentale : l'intoxication au lithium doit être prise au sérieux, même en cas de lithémie normale, et surtout en présence de signes neurologiques. L'utilisation de l'EER doit être discutée assez tôt dans la prise en charge car le temps pris pour réduire la concentration en lithium est proportionnelle avec le risque de neurotoxicité chronique ».

### Énergie
Selon Bernard Bigot, physicien et directeur du projet ITER, si la fusion thermonucléaire est maitrisée, 1 g de lithium et 50 litres d'eau suffisent pour extraire les isotopes de l'hydrogène nécessaires à la production de la consommation électrique d'une vie terrestre occidentale, énergie électrique qui produit relativement peu de déchets,.

### Autres usages
- Le lithium est un agent réducteur et/ou complexant utilisé pour la synthèse de composés organiques.
- Les sels de lithium sont utilisés pour le transfert de chaleur par convection.
- Pour la production de tritium par réaction nucléaire, qui est ensuite utilisé pour la fusion nucléaire (cf. section Énergie).
- Le lithium est, avec le potassium, un de deux alcalins possédant un isotope fermionique stable, d'où son intérêt pour l'étude des gaz ultrafroids fermioniques dégénérés.

Le lithium 6 est une matière nucléaire dont la détention est réglementée.

## Économie, consommation
La demande ayant explosé, notamment pour la production de batteries lithium-ion pour le marché de l'informatique et de la téléphonie, le prix du lithium est passé d'environ 310 à 2 000 €/t (350 à près de 3 000 $/t) entre 2003 et 2008, et dépasse 9 000 $/t en 2017.
Un rapport de la Banque mondiale publié en juillet 2017 prévoit que le développement des accumulateurs électriques utilisés pour stocker l'électricité produite par les sources éoliennes et solaires pourrait entraîner un bond de 1000 % de la demande de lithium, si le monde prend les mesures requises pour contenir l'élévation de la température nettement en dessous de 2 °C par rapport aux niveaux préindustriels.
Les analystes de la banque Morgan Stanley prévoient toutefois, en avril 2018 une chute de 45 % du prix du lithium d'ici à 2021 grâce aux nombreux projets en développement au Chili, qui pourraient augmenter l'offre mondiale de 500 000 t/an. Les experts de Wood Mackenzie prévoient également que dès 2019, la hausse de l'offre commencera à dépasser celle de la demande et que le niveau des prix déclinera en conséquence.
Selon un rapport gouvernemental chinois cité en mai 2019 par un média hongkongais, la Chine serait désormais capable de diviser par huit le coût d'extraction du lithium : de 17 000 $ par tonne actuellement facturés en moyenne sur les contrats à longs terme, il passerait à moins de 2 200 $. Avec une telle opportunité et la présence de la quatrième plus grande réserve de lithium au monde dans ses sols, la Chine deviendrait un acteur incontournable dans la production de batteries.
Après avoir culminé à 84 500 $/t en novembre 2022, les cours du lithium ont reculé de 37 % à 53 200 $/t au début mars 2023. Le décrochage des prix s'explique avant tout par une chute de la demande en Chine de la part des constructeurs automobiles, consécutive au recul des ventes de voitures électriques ou hybrides rechargeables. Celui-ci est lui-même causé par la fin du programme de subventions de Pékin à l'achat de véhicules électriques de 87 milliards de dollars en décembre 2022. Or la Chine représente 64 % des ventes mondiales de voitures électriques. De plus, le géant des batteries CATL a proposé de vendre des modules à prix très réduits. Enfin, la production minière de lithium devrait progresser de 41 % en 2023, selon Rystad Energy.
Les ressources minières de l'Australie, qui extrait environ 53 % de l'offre globale de lithium, sont de plus en plus convoitées par les gros producteurs mondiaux. En mai 2023, l'américain Livent fusionne avec l'australien Allkem, donnant naissance au troisième producteur mondial, derrière l'américain Albemarle, premier producteur mondial de lithium, et le chilien SQM. En septembre 2023, le conseil d'administration du producteur australien Liontown Resources annonce soutenir la nouvelle proposition de rachat à 6,6 milliards de dollars australiens d'Albemarle. Plusieurs tentatives d'acquisition de producteurs australiens par des groupes chinois ont été bloquées : en 2023, Tianqui Lithium a tenté en vain d'acquérir l'entreprise Essential Metals Ltd, le gouvernement a empêché le fonds chinois Yuxiao d'augmenter sa participation dans la société Northern Minerals Ltd et en juillet, l'Australie a interdit le rachat de la mine Alita Resources par Austroid Corporation, une entreprise américaine liée à la Chine.

## Politique
En avril 2022, le Parlement mexicain adopte une loi interdisant toute nouvelle concession d'exploitation du lithium dans le pays et le gouvernement envisage la nationalisation de ses ressources. Selon le président Andrés Manuel López Obrador, son prédécesseur Enrique Peña Nieto aurait accordé 150 000 hectares de concessions. Le projet majeur est celui d'une entreprise à capitaux chinois, Bacanora, qui revendique dix concessions minières couvrant environ 100 000 hectares dans l'État de Sonora, où elle compte commencer sa production dès 2023, avec pour objectif 35 000 tonnes de lithium par an,. Le 23 août 2022, un décret du gouvernement mexicain crée l'entreprise d'État Litio para Mexico (« Lithium pour le Mexique »), ou « LitioMx », avec pour mission « l'exploration, l'exploitation » du lithium sur le territoire national « ainsi que l'administration et le contrôle des chaînes de valeur économique ». L'entreprise devra être opérationnelle dans un délai de six mois.
En France, en décembre 2021, la ministre de la Transition écologique, Barbara Pompili, se déclare favorable à une ouverture de mines de lithium en France.
En avril 2023, le président chilien Gabriel Boric annonce le projet de créer une entreprise nationale du lithium contrôlée à 100 % par l'État, qui aura une participation de contrôle dans tous les futurs projets d'exploitation. En attendant cette création, l'entreprise publique du cuivre Codelco sera chargée de nouer des alliances stratégiques avec des entreprises privées, nationales ou étrangères, tout en gardant le contrôle des futures sociétés. Le Chili est le deuxième producteur mondial derrière l'Australie, et ses mines de lithium sont exploitées sous forme de concessions par deux entreprises privées, la chilienne SQM et l'américaine Albemarle.

## Ressource, environnement

### Pénurie
Le lithium est nécessaire à la fabrication des batteries lithium-ion de voitures électriques et hybrides actuelles. Le risque de pénurie, en l'état actuel des technologies, est important. Le cabinet Meridian International Research estimait en 2007 que les réserves ne suffiront pas même au remplacement initial du parc mondial de voitures, avant même que le recyclage du lithium puisse être pris en compte.
En 2015, une explosion de la demande pour les voitures électriques a entraîné une tension sur le marché du lithium ; les prix du carbonate de lithium ont commencé à grimper en Asie, jusqu'à atteindre des records en octobre 2017. Depuis, avec l'afflux de production, ils ont chuté de 40 %, puis se sont stabilisés autour de 12 000 $ la tonne en 2019. D'après les analystes de Roskill, la demande dépassera un million de tonnes d'équivalent carbonate de lithium (LCE) d'ici à 2026, contre un peu plus de 320 000 tonnes en 2018. Goldman Sachs estime, de son côté, qu'il faudra quadrupler la production dans les dix ans à venir.
Des alternatives aux batteries au lithium sont recherchées : des batteries sodium-ion, en développement depuis les années 2010, pourraient être moins chères et contourner le problème de réserves, mais elles étaient encore peu performantes jusqu'au début des années 2020 ; de même pour les accumulateurs lithium fer phosphate. Cependant, en avril 2025, l'entreprise chinoise CATL, leader mondial du secteur des batteries lithium-ion, annonce le lancement en juin 2025 de petites batteries sodium-ion de démarrage destinées aux poids lourds, sous la marque Naxtra, qui ont pour avantage majeur de démarrer par temps froid, puis en décembre 2025 de grosses batteries de voitures électriques et hybrides au sodium, permettant une autonomie de 500 kilomètres. Selon les dirigeants de CATL, ces batteries pourraient vite remplacer « la moitié des batteries LFP (lithium, fer, phosphate) du marché ».

### Impact de l'extraction
Le lithium métallique réagit avec l'azote, l'oxygène et la vapeur d'eau de l'air. Sa surface devient alors un mélange d'hydroxyde de lithium (LiOH) corrosif du fait de son pH fortement basique, de carbonate de lithium (Li2CO3) et de nitrure de lithium (Li3N). Une attention particulière devrait être portée aux organismes aquatiques, exposés à la toxicité des sels de lithium,.
L'extraction du lithium a un impact environnemental important. En effet, le procédé d'extraction consiste à :
- pomper la saumure présente dans le sous-sol des lacs salés ;
- augmenter la salinité de la saumure (par évaporation) ;
- purifier et traiter la saumure au chlore afin d'obtenir le carbonate de lithium (Li2CO3) pur à 99 % ;
- effectuer la calcination du carbonate pour obtenir l'oxyde Li2O.

Pomper la saumure consomme du carburant, puis l'évaporation requiert de larges espaces de salins ; puis la calcination du carbonate de lithium consomme de l'énergie et libère en tant que processus physique du CO2,.
Les populations vivant près des sites d'extraction, sont affectées par la contamination de leurs sols. Sur le plateau tibétain, autour des lacs asséchés, les cancers se multiplient, du fait des solvants utilisés pour la production, et le lithium présent dans les sources d'eau provoque des intoxications[source insuffisante].
Une forte hausse de la demande stimule la recherche et l'exploration de nouveaux gisements, ce qui conduit, selon l'association Les Amis de la Terre, à bafouer les droits collectifs à la terre des peuples indigènes, pourtant prévus par la convention 169 de l'OIT.

### Recyclage
Le lithium des piles et batteries est longtemps resté peu recyclé en raison du faible taux de collecte, des prix bas et volatils du lithium sur les marchés, et de coûts réputés élevés du recyclage, comparés à ceux de la production primaire.
La première usine de recyclage de lithium métal et de batteries lithium-ion fonctionne depuis 1992 en Colombie britannique (Canada). Une autre, aux États-Unis, recycle les batteries lithium-ion de véhicules électriques depuis 2015, à Lancaster (Ohio). Sept autres, au Canada et aux États-Unis, ont commencé ou vont commencer le recyclage.
En 2009, le groupe Nippon Mining & Metals répond à un appel à projets du METI et doit inaugurer en 2011 une unité industrielle de récupération du cobalt, du nickel, du lithium et du manganèse des cathodes de batteries lithium-ion.
En Europe, le recyclage émerge dans les années 2010 : en Belgique, Umicore (par voie pyrométallurgique), et en France Récupyl à Domène (par voie hydrométallurgique) s'y consacrent, mais la liquidation judiciaire de Récupyl est prononcée le 7 août 2018. La Société nouvelle d'affinage des métaux (SNAM) à Viviez (Aveyron), filiale de la holding belgo-floridienne, retraite 6 000 tonnes d'accumulateurs par an, dont 8 % de batteries d'automobiles en 2017 ; elle doit fabriquer à partir de 2018 des batteries avec les composants recyclés. SNAM ouvrira d'abord au printemps 2018 un atelier pilote de batteries lithium-ion recyclées. Pour la fabrication en série, elle annonce un autre site (dans l'Aveyron) pour y ouvrir en 2019 une usine d'une capacité de 20 MWh par an. Elle améliorera ensuite les procédés pour passer à 4 000 MWh par an vers 2025. Les constructeurs automobiles ne voulant pas de batteries recyclées, la société vise le marché en croissance du stockage de l'électricité dans l'industrie, le bâtiment et les énergies renouvelables.
Des études portent sur de nouveaux moyens[Lesquels ?] de recycler le lithium des batteries. Le lithium contenu dans les verres et céramiques reste toutefois trop diffus pour être récupéré.
Le 9 mai 2023, Glencore s'associe à l'entreprise canadienne Li-Cycle pour étudier la création d'un centre européen de recyclage de batteries au lithium à Portovesme, en Italie. La construction de ce nouveau centre pourrait débuter entre fin 2026 et début 2027. Il aurait la capacité de traiter entre 50 000 et 70 000 t de déchets prétraités par an.
Le rapport 2023 de l'USGS recense 44 compagnies aux Canada et aux États-Unis et 47 autres en Europe qui recyclent les batteries au lithium ou prévoient de le faire.
En septembre 2024, Northvolt décide de geler son projet de fabrication de cathodes, sur le point d'être revendu. En octobre 2024, Eramet annonce la suspension de son projet d'usine de recyclage des batteries de voitures électriques à Dunkerque, faute de clients, car aucun projet de précurseurs de cathodes sur le sol européen n'a été confirmé, après les suspensions de projets de Northvolt et d'ACC.

## Balance commerciale
La France, selon ses douanes, était importatrice nette de lithium en 2014, à un prix moyen à l'import de 7 900 € par tonne.